# Chengqu (Shanwei)

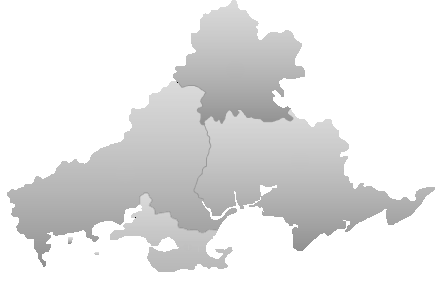
Lage des Stadtbezirks Chengqu im Gebiet der bezirksfreien Stadt Shanwei

Chengqu (城區 / 城区,  Chéngqū – „Innenstadt-Bezirk/Stadtgebiet“) ist ein südchinesischer Stadtbezirk von Shanwei und gehört zum Verwaltungsgebiet der bezirksfreien Stadt Shanwei (汕尾市) in der Provinz Guangdong. Er hat eine Fläche von 392,4 km² und zählt 450.959 Einwohner (Stand: Zensus 2020).

## Administrative Gliederung
Auf Gemeindeebene setzt sich der Stadtbezirk aus sieben Straßenvierteln und drei Großgemeinden zusammen. 